# Parawixia ouro
Parawixia ouro là một loài nhện trong họ Araneidae.
Loài này thuộc chi Parawixia. Parawixia ouro được Herbert Walter Levi miêu tả năm 1992.